# Velda Village Hills
Velda Village Hills ist eine City im St. Louis County im US-Bundesstaat Missouri. Das U.S. Census Bureau hat bei der Volkszählung 2020 eine Einwohnerzahl von 881 ermittelt.

## Geographie
Die Koordinaten von Velda Village Hills liegen bei 38°41'32" nördlicher Breite und 90°17'13" westlicher Länge.
Nach Angaben der United States Census 2010 erstreckt sich das Stadtgebiet von Velda Village Hills über eine Fläche von 0,31 Quadratkilometer (0,12 sq mi). Das komplette Stadtgebiet befindet sich an Land.
Velda Village Hills grenzt im Nordosten an Uplands Park, im Osten an Pine Lawn, im Süden an Hillsdale, im Westen an Velda City und im Norden an Beverly Hills.

## Bevölkerung
Nach der United States Census 2010 lebten in Velda Village Hills 1055 Menschen verteilt auf 427 Haushalte und 295 Familien. Die Bevölkerungsdichte betrug 3403,2 Einwohner pro Quadratkilometer (8791,7/sq mi).
Die Bevölkerung setzte sich 2010 aus 0,9 % Weißen, 98,5 % Afroamerikanern und 0,7 % mit zwei oder mehr Ethnien zusammen.
Von den 427 Haushalten lebten in 29,5 % Familien mit Kindern unter 18, in 25,8 % der Haushalten lebten verheiratete Paare ohne Kinder und in 9,1 % der Haushalten lebten Personen über 65 alleine.
Von den 1055 Einwohnern waren 21,8 % unter 18 Jahre, 7,6 % zwischen 18 und 24 Jahren, 21,7 % zwischen 25 und 44 Jahren, 28,8 % zwischen 45 und 64 Jahren und in 20,0 % der Menschen waren 65 Jahre oder älter. Das Durchschnittsalter betrug 44,2 Jahre und 42,4 % der Einwohner waren männlich.

## Belege
1. ↑  Explore Census Data Total Population in Velda Village Hills city, Missouri. Abgerufen am 2. Februar 2023.
2. ↑   United States Census
3. ↑   American Fact Finder